# 삼화사

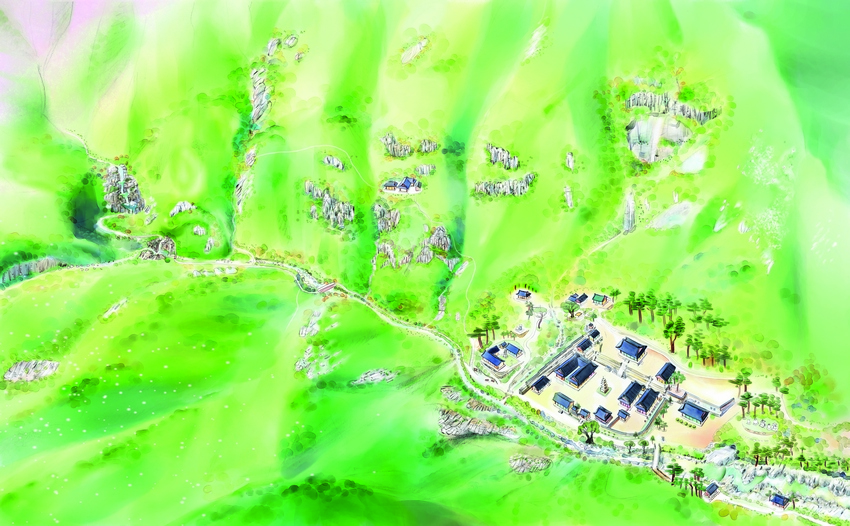
삼화사 가이드맵

삼화사(三和寺)는 강원특별자치도 동해시의 무릉계곡 입구 부근에 위치하고 있는 유서 깊은 사찰로, 대한불교 조계종 제4교구 본사 월정사의 말사이다. 신라 선덕여왕 11년(642년)에 자장율사가 절을 건립하고 흑연대라 하였고, 그 후 범일국사가 재건하여 삼공암이라 하였다. 임진왜란 때 불타 약사전만 남았었는데 현종 1년(1660년)에 중건되었다. 순조 23년(1823년)과 고종 43년(1906년), 두 차례 재난에 의해 소진됐던 것을 재건축했다. 경내에는 삼층석탑(보물 제1277호)과 철불(보물 제1292호)이 있다.

## 역사
후삼국 통일을 기원한 왕건의 기도처
삼화사는 642년(신라 선덕여왕 11년) 자장율사가 창건했다. 처음에는 흑련대라고 했으나 864년 범일국사가 중건하면서 삼공암이라 부르며 사찰의 성격도 교종에서 선종으로 바뀌었다. 삼공암은 고려 태조 왕건의 원찰이었다. 왕건은 이곳에서 후삼국 통일을 기원하는 기도를 올린 후 삼국통일의 대업을 이루자 그 동안 고려와 후백제, 신라가 가졌던 증오와 갈등을 끝내고 화합의 새 역사를 만들어 나간다는 의미로 절 이름을 삼화사로 바꾸었다.
이성계는 고려 왕권을 무너뜨리고 집권할 때 공양왕과 그 마지막 추종세력을 모두 삼척 앞 바다에 수장했다고 한다. 그 원귀들을 천도하기 위해 조선 개국 이후 삼화사는 수륙재 도량으로 지정되기도 했다.
이후 1747년에 홍수와 사태로 인하여 무너지자 옛터에서 조금 위로 옮겨 지었지만 1820년에 다시 화재가 나자 1824년 재차 중건했다고 한다. 1907년에는 의병(義兵)이 숙박하였다는 이유로 일본군들이 방화해서 대웅전과 선방 등 200여 칸이 소실되기도 했다.
이밖에도 삼화사 주위에는 많은 유적과 설화가 전한다. 고려 말에 민족의식을 고취했던 <제왕운기>의 저자 이승휴는 삼화사 주변에 용안당을 짓고 이곳에서 <제왕운기>를 저술했으며, 10여 년 동안 불경을 탐독하다가 자신이 살던 용안당을 삼화사에 희사해서 간장암이라는 암자로 만들었다고 한다.

## 문화재
노사나 철불과 이두문자
문화재로는 삼층석탑 1기(보물 제1277호)를 비롯해서 철조노사나불좌상(보물 제1292호), 운암당 상준대사 부도와 원곡당 대선사 부도 및 비가 있다. 이 가운데 삼층석탑은 높이 4.95m로서 전체적으로 안정감이 있는 고려시대의 탑이다.
한편 대적광전에 모셔진 노사나불은 통일신라시대에 조성된 철불이다. 처음엔 약사불로 불렸는데 불상 뒷면에서 조성 당시에 새긴 명문 161자가 뒤늦게 판독되어 이 철불은 9세기 중엽에 조성된 노사나불(盧舍那佛)임이 밝혀졌다. 총 10행으로 161자의 양각으로 새겨진 글자를 판독한 결과 880년 경 시주자의 부모를 위해 결언 스님을 중심으로 화엄경의 가르침에 따라 불상을 조성했음이 밝혀졌다.
그런데 이 161자의 글자가 한자를 우리말 어순에 따라 배열한 이두문이다. 10세기 이후까지 사용된 이두문의 실례를 보여준다는 점에서 국어학적으로도 큰 의미를 지닌 불상이다. 이 불상은 1998년에 보물 제1292호로 지정되었다.

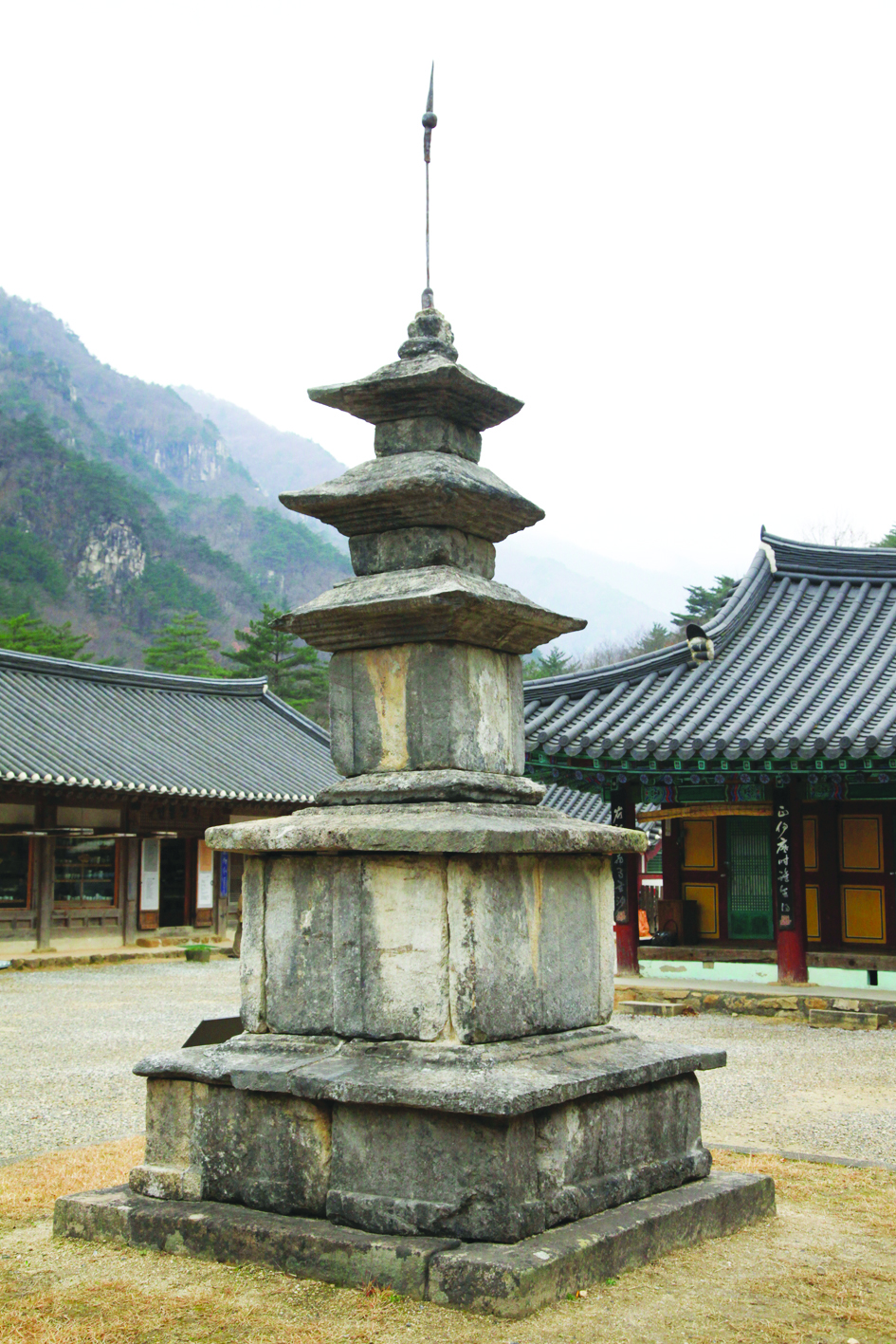
삼화사 삼층석탑

- 동해 삼화사 삼층석탑 - 보물 제1277호
- 동해 삼화사 철조노사나불좌상 - 보물 제1292호
- 삼화사 수륙재 - 중요무형문화재 제125호
- 동해 삼화사 소장 갑사본 천지명양수륙재의찬요 - 강원도 문화재자료 제150호
- 동해 삼화사 소장 덕주사본 천지명양수륙재의찬요 - 강원도 유형문화재 제156호

## 체험 및 시설

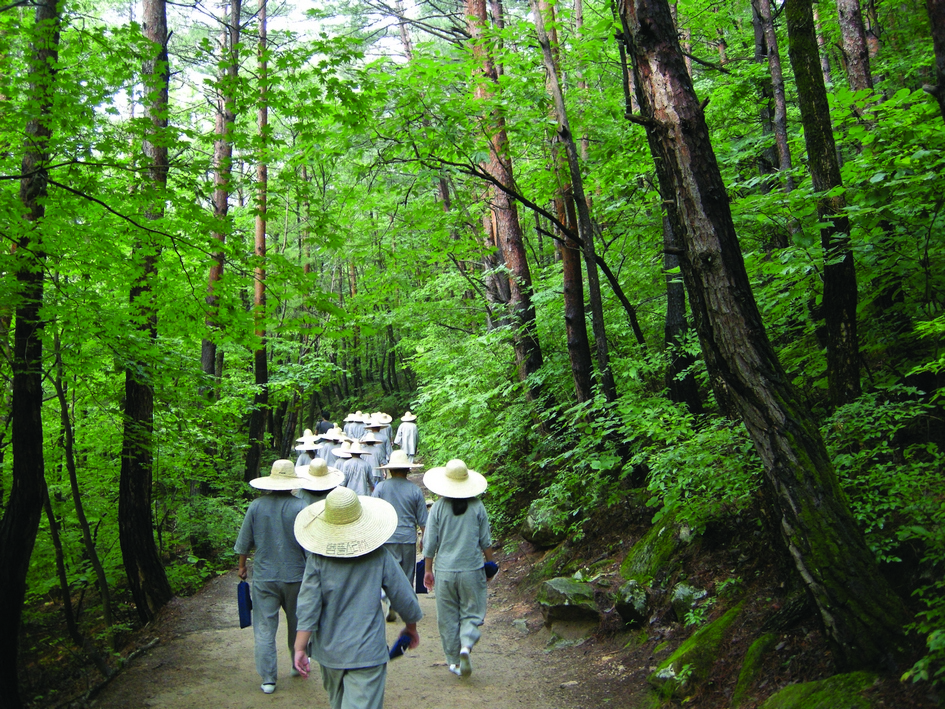
삼화사 템플스테이

### 템플스테이
삼화사에서는 내국인을 위한 다양한 템플스테이 프로그램을 운영하고 있다.
- 삼화사 템플스테이 프로그램